# Saint James (Jamajka)
Saint James – jeden z 14 regionów Jamajki. Znajduje się na północnym zachodzie wyspy.